# Воронков, Егор Денисович
Егор Денисович Воронков (род. 23 января 1997, Калуга) — российский хоккеист, защитник. Мастер спорта России международного класса.

## Биография
В шесть лет переехал в Подольск из Калуги и стал заниматься в ДЮСШ «Витязя». Первый тренер стал Игорь Велькер. До 10 лет играл в нападении, затем был переведён на позицию защитника. С сезона 2013/14 — игрок команды МХЛ «Русские витязи». 26 августа 2015 года в домашнем матче против «Металлурга» Новокузнецк дебютировал в КХЛ в составе «Витязя». 10 сентября 2016 года подписал с клубом новый двухлетний контракт, 16 апреля 2018 продлил соглашение на два года, 9 апреля подписал очередной двухлетний контракт. 17 февраля 2022 года сообщалось о подписании Воронковым контракта до конца сезона с финским клубом «Кярпят», однако он продолжил играть за «Витязь».
Серебряный призёр молодёжного чемпионата мира 2016. Бронзовый призёр молодёжного чемпионата мира 2017.

## Статистика
В КХЛ сыграл 461 матч, забросил 10 шайб, сделал 39 передач, набрал 215 минут штрафа, показатель полезности «-34».
В ВХЛ сыграл 20 матчей, забросил 1 шайбу, сделал 2 передачи, набрал 10 минут штрафа, показатель полезности «+4».
В МХЛ сыграл 109 матчей, забросил 4 шайбы, сделал 18 передач, набрал 161 минуту штрафа, показатель полезности «+2».